# Amoulageur
Un amoulageur est un spécialiste de la construction des roues à aubes et engrenages en bois pour moulin à eau et moulin à vent.
L'amoulageur mobilise des connaissances en maçonnerie, métallurgie, hydraulique, mécanique, charronnage, charpenterie. Il faut compter entre 800 et 1200 heures pour faire ou refaire une roue à aubes. À chaque fois le travail est effectué à l'aide de mesures directes car il n'y a pas de standard. 
En 2007, il subsiste en France moins de dix amoulageurs. La profession est recensée par le décret du 9 avril 1936, parmi les familles professionnelles en France au sein du corps des « ouvriers du bâtiment », qui reconnaît aussi les charpentiers-amoulageurs, spécialistes de la construction ou de la restauration des moulins à vent.